# 中遠酒店
中遠酒店（英語：Cosco Hotel），為香港的一間三星級酒店，位於香港香港島堅尼地城堅彌地城海旁20-21號。中遠酒店於1997年10月開幕，共提供50間豪華客房，由中遠香港集團及廣州遠洋公司管理。

## 酒店設施
- 餐廳
- 停車場(月租)

## 餐廳
- 德記

## 參看
- 香港酒店列表
- 中遠(香港)集團
- 廣州遠洋公司

## 外部連結
- 中遠酒店（页面存档备份，存于）